# Strepeoschema
Strepeoschema is een geslacht van uitgestorven nektonische carnivore straalvinnige beenvissen.